# Karcinogen
Karcinogen je svaka supstanca, radioizotop, ili radijacija koja direktno učestvuje u izazivanju kancera. To može biti usled njene sposobnosti da ošteti genom ili da onemogući ćelijske metaboličke procese. Brojne radioaktivne supstance se smatraju karcinogen usled radijacije koju emituju, na primer gama zrake i alfa čestice. Uobičajeni primeri karcinogena su azbest, pojedini dioksini, i duvanski dim. Mada se u javnosti kancinogenost generalno asocira sa sintetičkim hemikalijama, nju može da izazove i niz prirodnih supstanci.
Kancer je bolest u kojoj oštećene ćelije ne podležu programiranoj ćelijskoj smrti. Karcinogeni mogu da povise rizik pojave kancera putem promena ćelijskog metabolizma ili direktnih oštećenja DNK u ćelijama. Time se ometaju biološki procesi, i indukuje nekontrolisana, maligna deoba, koja ultimatno dovodi do formiranja tumora. DNK oštećenja koja se ne mogu popraviti najčešće uzrokuju apoptozu, međutim ako je put programirane ćelijske smrti oštećen, ćelije ne mogu da spreče formiranje kancera.
Postoji mnoštvo prirodnih karcinogena. Aflatoksin B1, koji proizvodi gljiva Aspergillus flavus rastući na uskladištenim žitaricama, orašastim plodovima i puteru od kikirikija, je primer potentnog, prirodnog mikrobnog karcinogena. Pojedini virusi kao što je Hepatitis B i ljudski papiloma virus mogu da uzrokuju kancer. 

## Spoljašnje veze
- Karcinogeni
- Lista karcinogena Архивирано на веб-сајту  (17. децембар 2007)